# Nakladatelství Petrov
Nakladatelství Petrov bylo významné brněnské nakladatelství založené v roce 1990 Československou stranou lidovou. Roku 1992 podnik privatizoval Martin Pluháček (Reiner). Od té doby se zaměřovalo na soudobou českou tvorbu. Vycházely v něm především knihy Michala Viewegha, Ireny Douskové, Jiřího Kratochvila, Ivana Wernische a Michala Ajvaze. Zaniklo v roce 2005 a nahradilo jej nakladatelství Druhé město.

## Historie

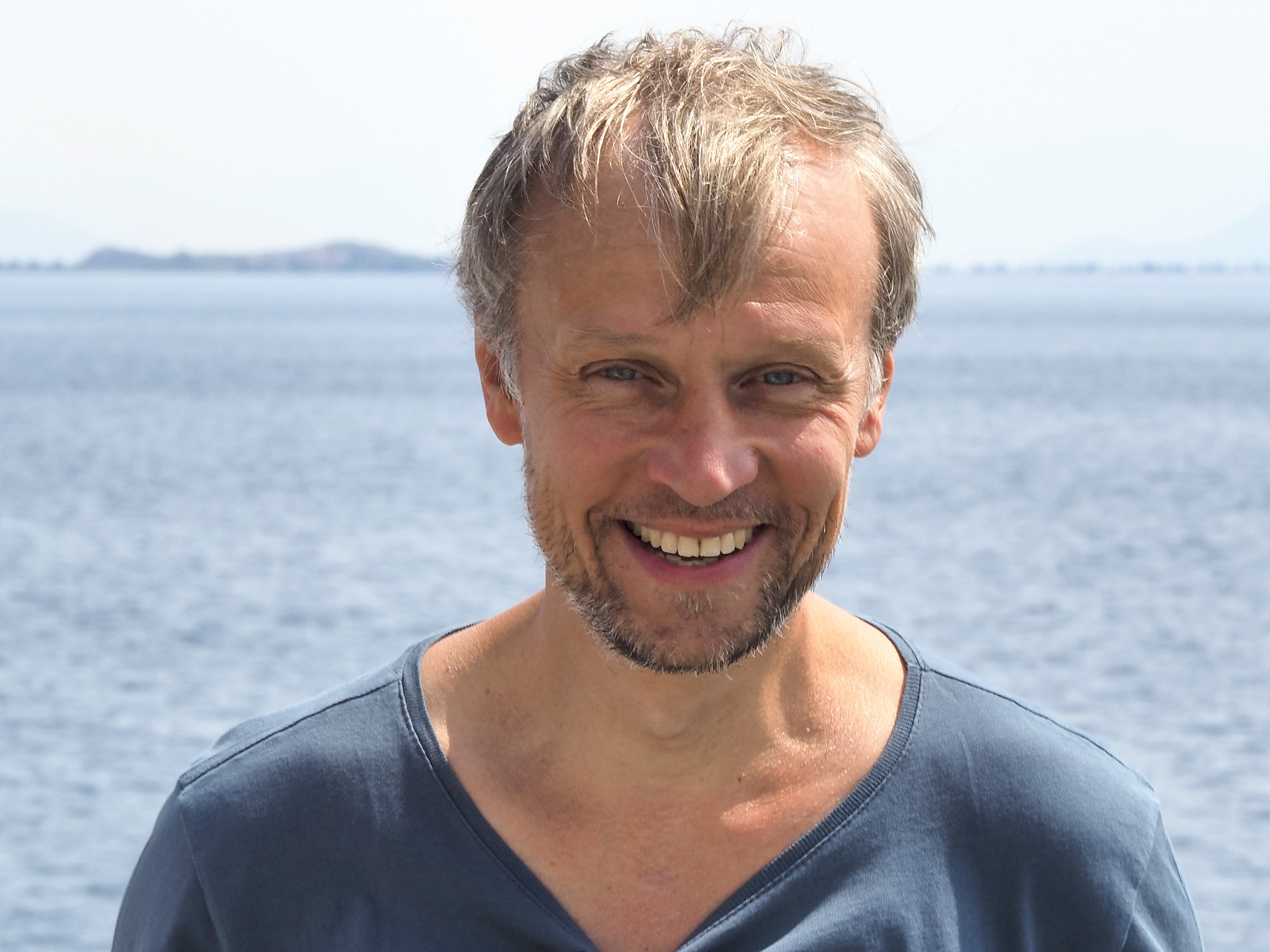
Martin Pluháček (Reiner)

Nakladatelství Petrov založila roku 1990 v Brně Československá strana lidová pod názvem Lidová demokracie–Petrov. Prvním šéfredaktorem se stal Milan Badal, jehož na tomto postu o rok později vystřídal Martin Pluháček (Rainer). Redakce nakladatelství sídlila nejdříve na Slévačské 31, potom krátce v ulici Na Lukách 28 a následně na Šumavské 31. Když bylo roku 1992 politickým stranám zakázáno podnikat, nakladatelství privatizoval jeho šéfredaktor Martin Pluháček, jenž z něj propustil všechny zaměstnance a přejmenoval jej pouze na Petrov. Od 1. ledna 1993 Pluháček své nakladatelství prezentoval jako „nakladatelství jednoho muže“.
Na nohy se nakladatelství po privatizaci postavilo až v roce 1995, kdy v něm nákladem 20 tisíc výtisků vyšel román Michala Viewegha Účastníci zájezdu. V září 1996 se ředitelkou nakladatelství stala Jana Soukupová. Pluháček si jako majitel na nakladatelství ale udržel zásadní vliv. Soukupová z podniku odešla v roce 1998. Na její místo nastoupil Miloš Voráč, který s Petrovem spolupracoval už od roku 1995, intenzivně do roku 1997. Redaktorem se stal rovněž Milan Ohnisko. Petrov nejprve vystřídal mnoho sídel (Vojtova 3, Běhounská 3, Libušino údolí 92, Štefánikova 8), ale nakonec se roku 2001 usadil na Dřevařské ulici 19.
Před privatizací nakladatelství vydávalo tři křesťansky zaměřené časopisy, a to dětský čtrnáctideník Zvonky (1990–1991), revue Akord (v Petrovu do č. 10/1991/92) a Dialog – Evropa XXI (čtvrtletník Moravskoslezské křesťanské akademie, v Petrovu 1990–1991). Martin Pluháček později v rámci Petrova mezi 1996 a 2000 pořádal Setkání básníků na Bítově a v rozmezí let 2001 až 2004 Mezinárodní básnický festival Poezie bez hranic, na který od roku 2003 do roku 2005 navázala soutěžní přehlídka Slam Poetry. Petrov se rovněž podílel na organizaci soutěže Evropský fejeton a vydávání kulturního časopisu Neon.
V počátcích nakladatelství bylo grafické zpracování knih řešeno příležitostně a účelově. Mimo jiné se na nich podílel technický redaktor Daniel Klepáček. Někdy redakce grafické zpracování dokonce svěřovala tiskárnám, kde se jím nejčastěji zabýval Jiří Hanák. Jindy Petrov zase spolupracoval na jednotlivých knihách s výtvarníky jako byl Milivoj Husák. Po privatizaci měl grafické zpracování titulů na starosti Bedřich Vémola, a to nejprve spolu s Zdeňkem Mezihorákem. Dohromady Petrov vydal přibližně 340 publikací, z toho 40 za vlastnictví Československé strany lidové. V roce 2005 nakladatelství z rozhodnutí majitele Pluháčka zaniklo. Poslední knihu ale vydalo o rok později, kdy Pluháček založil nové nakladatelství Druhé město. Některé tituly, jež Petrov připravoval na rok 2007, po zániku nakladatelství vyšly především v Hostu (román Peníze od Hitlera a biografie Petra Lébla Smrt, nebudeš se báti od Radky Denemarkové, Tajná kronika Rychlých šípů od Štěpána Kučery, paměti Jiřího Kuběny Paměť básníka: z mého orloje a román Stanislava Komárka Mandaríni).

## Produkce
Ačkoli se nakladatelství mezi roky 1990 a 1991 představovalo jako křesťanské, škála titulů, kterou vydávalo, byla velmi pestrá – od příležitostných zakázek reagujících na okamžitou poptávku (například Rudolf Ströbinger: Vražda generálního tajemníka. Poslední Stalinův exemplární proces, soud s Rudolfem Slánským nebo Jaromír Sopouch: Za památkami Říma a Vatikánu) a publikací vydávaných s praktickým účelem zřizovatelem (například koncelebrační texty nebo nová a novelizovaná znění zákonů) přes beletrii pro děti (Hynek Jurman: Pernštejnský tis. Pověsti ze Zubří země, Vojtěška Mazálková: Paní z Lemberka; Dagmar Lhotová: Cesta k Betlému, Jan Zahradníček: Ježíškova košilka) a teologických, filozofických i historických děl (Dominik Duka: Škola vnitřní modlitby, Joseph Ratzinger: Úvod do křesťanství, studie Karla Hynka Máchy o Descartesovi a Rousseauovi) až po práce některých básníků (Marek Buš, Libor Koval) a dokonce i dílo Pouť na svatou horu od Jakuba Demla.
Po příchodu Martina Pluháčka do šéfredaktorského křesla začalo ubývat křesťanské literatury, ačkoli zůstali zastoupeny zejména překlady filozofických děl Nikolaje Berďajeva, Jeana Guittona či Françoise Mauriaca, a naopak přibývat poezie. Tak už v roce 1992 vyšly básně Ivana Blatného, Zeno Kaprála, Ludvíka Kundery i Františka Listopada. Nechyběla ovšem ani próza (Jiří Janatka, drobné básně Ivana Wernische v próze Doupě latinářů nebo překlad povídek Trumana Capoteho Ručně vyřezávané rakvičky) a eseje (Samuel Beckett). Tehdy Petrov na několika titulech spolupracoval s dominikánským vydavatelstvím Krystal OP.
Po privatizaci se nový majitel Martin Pluháček snažil prosazovat čtenářsky elitnější ediční politiku. Zaměření nakladatelství se tehdy změnilo především na soudobou českou tvorbu. Nakladatelství však zároveň ztratilo finanční zázemí v rámci Československé strany lidové, což vedlo k snížení nákladů i počtu vydávaných publikací. V roce 1993 a 1994 převládala hlavně poezie (Ivan Diviš, Viola Fischerová, Zbyněk Hejda, Jiří Kuběna, Ivan Slavík, Andrej Stankovič, Jindřich Zogata), dále pak rovněž drobnější prózy (Alexandra Berková, Daniel P. Munk), obvykle humorného zaměření (Jan Antonín Pitínský, Miroslav Skála, Ivan Wernisch). V Petrovu tehdy vyšla též kniha Martina C. Putny Rusko mimo Rusko. Tenkrát bylo nakladatelství závislé na grantech, nechyběly ale ani pokusy zajistit finance na vydávání i z vlastních zdrojů, včetně překladu detektivního románu Erle Stanleye Gardnera či knihy americké sexuoložky Giny Ogden Ženy, které milují sex. Tyto knihy ale vyšly pod značkou Špilberk.

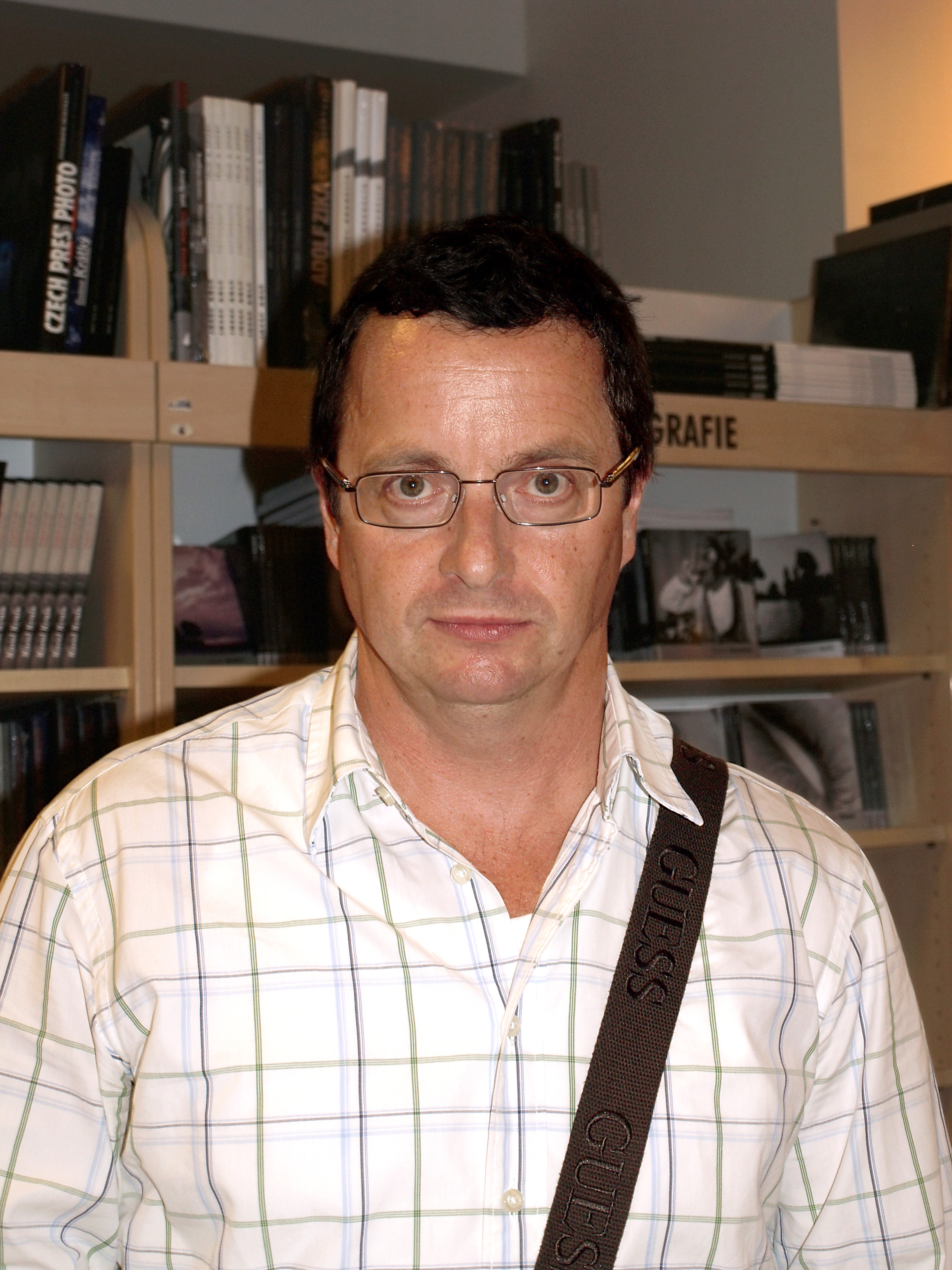
Michal Viewegh

Ekonomická prosperita nakladatelství začala v roce 1996, kdy do svých edičních plánů Pluháček získal Michala Viewegha. Tím se mohl soustředit na mnoho vedlejších aktivit z vlastních nákladů, mezi které patřilo vydávání méně prodávaných ale významných autorů nebo pořádání doplňkových akcí, a stabilizaci vydávání 30 až 35 titulů ročně. Pluháček si proto mohl dovolit zavedení několik edic (viz následující podkapitola). Kromě nich v Petrově vycházely také sborníky z takzvaných bítovských setkání básníků (Bítov ´96, ´97, ´98, ´99), reprezentativní monografie Architekt Bohuslav Fuchs Iloš Crhonek či antologie českého surrealismu 90. let XX. století Letenka do noci, jejíž editory byl František Dryje a Pavel Řezníček. Dále pak antologie poezie 20. století Ryby katedrál editovaná Petrem Odillem Stradickým ze Strdic), dva svazky antologií opomíjených a zapomenutých českých básníků Zapadlo slunce za dnem, který nebyl a Píseň o nosu. Ty stejně stejně jako almanach básníků blízkých nakladatelství Lepě svihlí tlové sestavil Ivan Wernisch. V Petrově mimo edice vyšli i knižní zpracování televizního cyklu Radovana Lipuse a Šumná města Davida Vávry, rozhovory hudebního publicisty Ondřeje Bezra a jiné tituly.

### Edice
- Hlavní řada (1996–2005, přibližně 95 svazků) – vycházely zde především vysokonákladové tituly Michala Viewegha nebo vydavatelsky prestižní tituly (například Josefa Škvoreckého), ale i knihy zaměřené na užší kruh čtenářů (například výbor Ivana Wernische z díla Lva Blatného, provokativní parodie Blumfeld 2001 [=Lubomír Drožď]: peep show nebo punkové texty Misantrop: Plivanec na rozloučenou). Vycházely zde knihy ale i mnoha jiných autorů jako byl Michal Ajvaz, Radka Denemarková, Alexandra Berková, Tereza Boučková, Irena Dousková, Martin Fahrner, Petr Hrbáč, Václav Kahuda, Odillo Stradický ze Strdic, Marian Palla, Jan Antonín Pitínský, Jaroslav Pížl, Michal Šanda, Bohuslav Vaněk-Úvalský, Hana Andronikova, Roman Ludva, Simona Monyová (Pluháček se ji pokoušel představit jako Viewegha v sukni), Martina Formanová, Zdeněk Zapletal a jiní. Od roku 1999 v edici Hlavní řada Petrov vydával díla Jiřího Kratochvila. Zařazení překladů do této edice bylo spíše výjimečné. Vyšel zde ale překlad románu Jana Nováka Zatím dobrý, jenž získal Magnesii literu Kniha roku.[1]

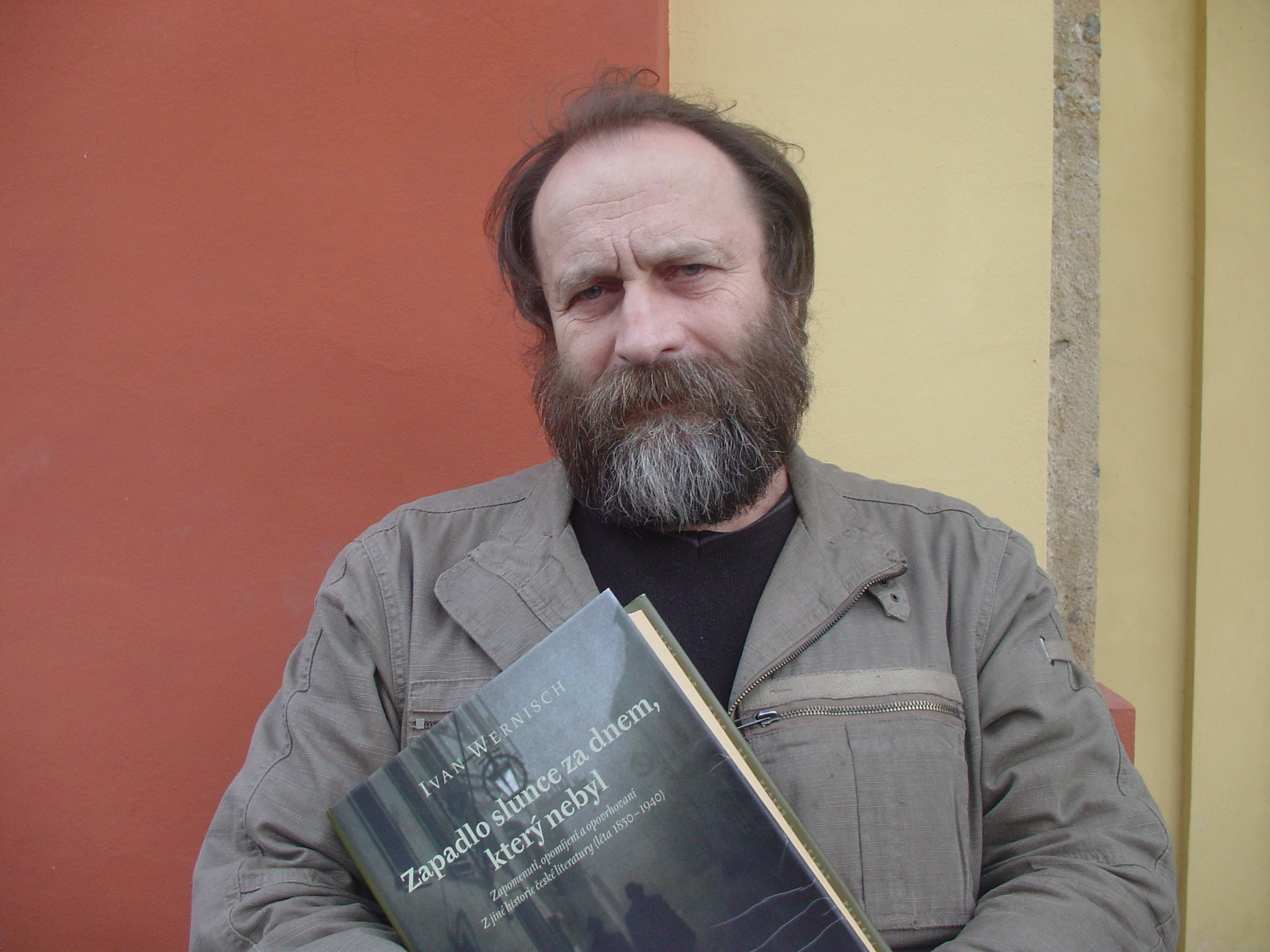
Ivan Wernisch

- Velká řada poezie (1992–2005, 73 svazků) – vycházela ve třech grafických podobách. Jednalo se o práce básníků například Ivana Diviše, Violy Fischerové, Zbyňka Hejdy, Jiřího Kuběny, Andreje Stankoviče, již mnohokrát zmíněného Ivana Wernische nebo Ivana Blatného. Později nakladatelství toto uspořádání rozšířilo a v edici začali vydávat Jiří Dynka, Tomáš Kafka, Zeno Kaprál, Jan Antonín Pitínský, Miroslav Salava, Jiří Veselský, Quirin Jedlička, Milan Ohnisko, Leoš Bacon Slanina a Zdeněk Volf. Mimo ně ve Velké řadě poezie publikovali Norbert Holub, Petr Hrbáč, Jiří Janatka, Lubor Kasal, Jaroslav Pížl, Petr Odillo Stradický ze Strdic, Vít Slíva, Roman Szpuk nebo Bogdan Trojak. Od začátku 21. století rovněž Pavel Řezníček a Jaroslav Čejka. Edici značně ovlivňoval Radim Kopáč, který v ní také redigoval knihy Emila Boka nebo Lukáše Marvana.[1]
- Eseje (1996–2005; 18 svazků) – vycházela ve dvou grafických podobách. Zahrnovala úvahy o povaze literatury (Michal Ajvaz, Jiří Kratochvil, Jiří Kuběna, Přemysl Rut) i jazyka (Vladimír Fux), fejetony Pavla Šruta a Jána Štrassera, Martina C. Putny, cestovatelské a environmentalistické texty biologa Stanislava Komárka. Jednalo se především o sesbírané už časopisecky publikované texty jednotlivých autorů. Vladimír Borecký v této edici dále připravil svazek textů Jana Lukeše Můj život v hudbě, Karel Jadrný zase soubor rozhlasových úvah Josefa Jedličky.[1]
- New Line (pokračování pod novým názvem Edice Nezavedení; 1996–2004, 37 číslovaných svazků ) – poskytovala uplatnění debutantům a nepříliš prosazeným básníkům i prozaikům, mezi ně patřili básníci Jiří Dynka, Tomáš Kafka, Radek Malý, Naděžda Plíšková, Miroslav Salava, Jiří Staněk, Jana Soukupová, Norbert Holub či Lubor Kasal a prozaici Martin Fahrner, Petr Hrbáč, Václav Kahuda, Petr Koťátko či Marian Palla, dále například Naďa Bilincová, Václav Böhmsche, Daniel Micka, Ewald Murrer, Petr Ulrych nebo Anna Zonová. Publikoval v ní ale i Jiří Žáček. V rozmezí let 2004–2005 nakladatelství 23 rukopisů začínajících básníků publikovalo také na svých internetových stránkách.[1]